# Луис Тосар
Луис Лопес Тосар (шп. Luis López Tosar; 13. октобар 1971, Луго), шпански је глумац. Најпознатији филмови са учешћем глумца су „Пороци Мајамија”, „Ћелија 211” и др.